# Weno

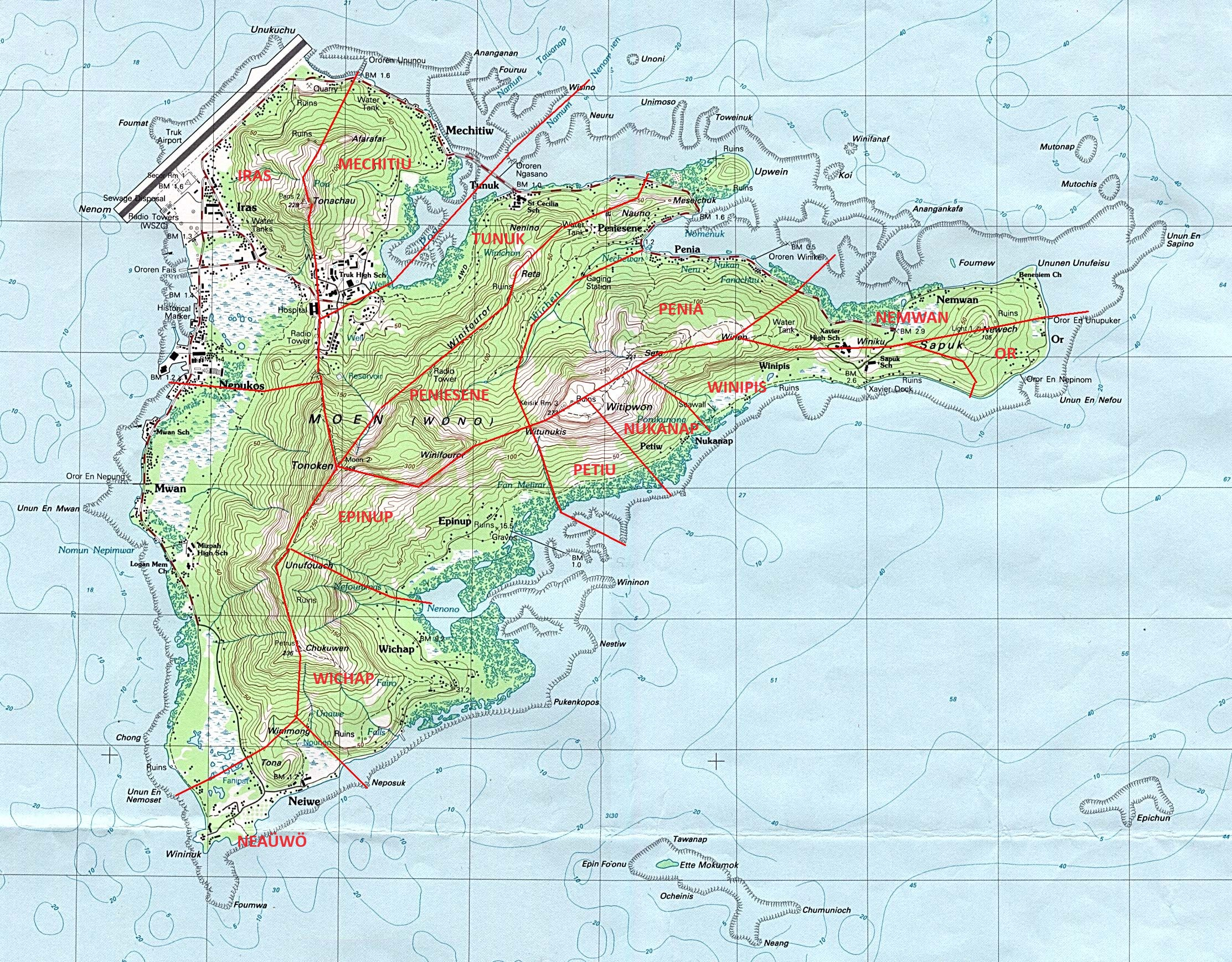
Insel und Stadt Weno bestehen traditionell aus 11 Distrikten. Viele zentrale Einrichtungen liegen in Iras im Nordwesten.

Weno, früher Moen, ist eine Stadt in den Föderierten Staaten von Mikronesien. Sie ist mit 13.856 Einwohnern (Stand 2010) die größte Stadt der Staaten. Die Stadt liegt im Chuuk-Atoll und besteht aus der gleichnamigen Insel Weno im nach Unabhängigkeit strebenden Bundesstaat Chuuk.

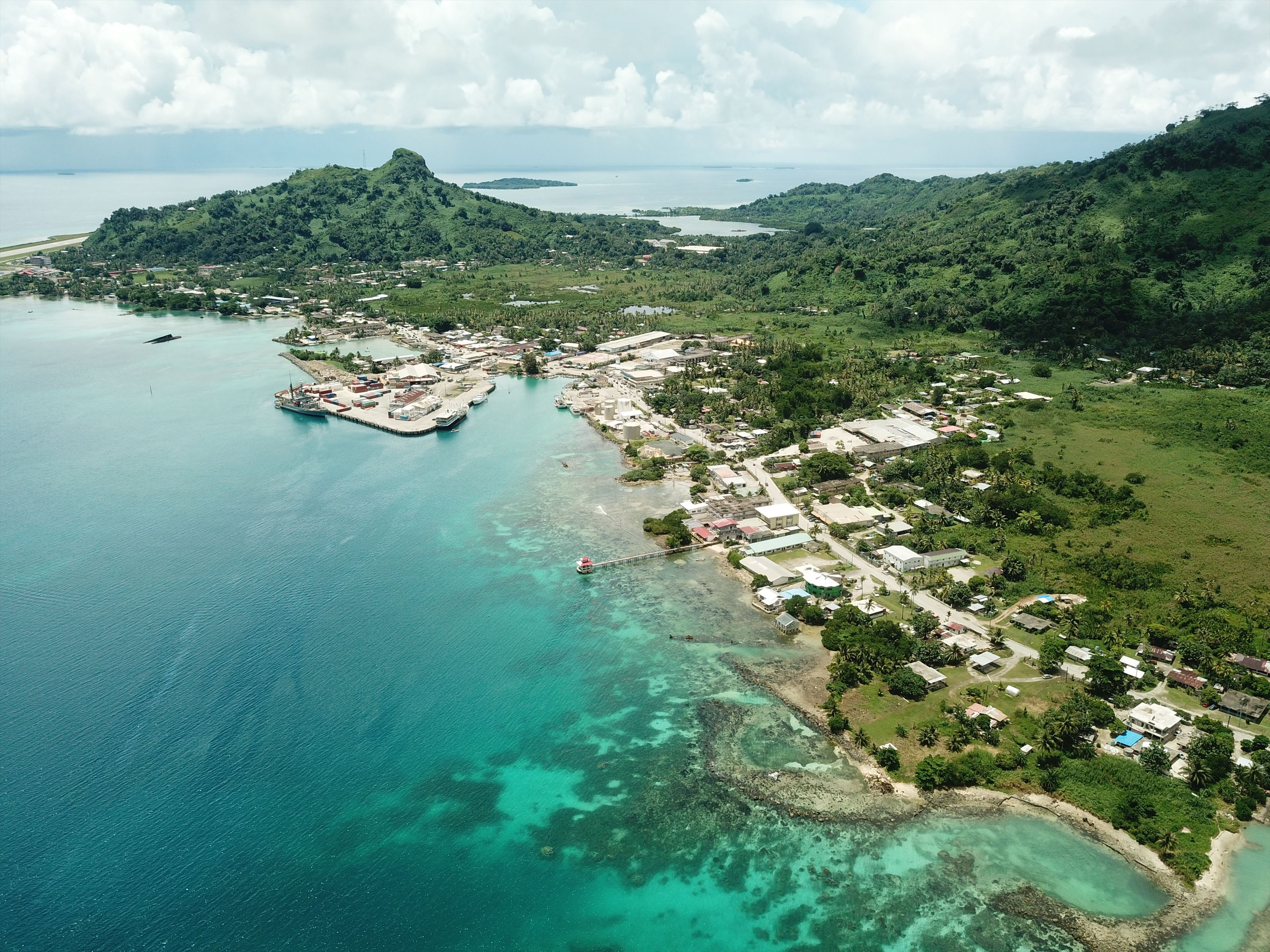
Gesamtansicht von Weno

## Infrastruktur
In Weno, Bezirk Iras, befindet sich der einzige Flughafen des Bundesstaates, der Flughafen Chuuk. Die Stadt verfügt über das Krankenhaus Chuuk State Hospital sowie über eine kleine Privatklinik. Über das Stadtgebiet verstreut findet man mehrere Geschäfte, einige Restaurants, Hotels sowie Anbieter von Touren, Fahrten zu den Tauchrevieren und Mietwagen. In Weno gibt es zwei Banken, ein Postamt und eine Polizeistation. Frischer Fisch, Obst und Gemüse werden an vielen Ständen entlang der Straße feilgeboten. Die Straßen auf der Insel Weno sind teilweise in schlechtem Zustand, selbst in den bewohnten Gegenden.

## Kultur
Eine der wichtigsten Einrichtungen der Stadt ist das 2014 eröffnete und nach dem Gründer benannte Kimiuo Aisek Memorial Museum, in dem Exponate zur Kultur des Bundesstaates Chuuk sowie zum Zweiten Weltkrieg zu sehen sind. Am östlichen Stadtrand ist die ehemalige Residenz des Gouverneurs (Governor’s House) zu sehen, von der aus ein Fußweg bergauf zur Höhle Nantaku Cave führt. Sie ist auch unter dem Namen Nefu Cave bekannt. Die Höhle ist 78 Fuß lang, 10 Fuß breit und 6 Fuß hoch. An diesem strategisch wichtigen Punkt, von dem aus sich eine hervorragende Aussicht über die ganze Insel und ihre Umgebung bietet, ist ein japanisches Flakgeschütz aus dem Zweiten Weltkrieg zu sehen.
Östlich der Stadt erhebt sich im Ortsteil Tunuk (Tunnuk) die Kathedrale des Bistums Karolinen, die Kirche Immaculate Heart of Mary Cathedral.
Einige der Sehenswürdigkeiten der Stadt, wie das japanische Ehrenmal im Ortskern, befinden sich auf Privatgrundstücken, für deren Betreten eine Gebühr erhoben wird. Unweit nordöstlich der Stadt erhebt sich der Mount Tonachau, an dessen Basaltfelsen Petroglyphen sowie Überreste japanischer Befestigungsanlagen zu sehen sind. Weitere Petroglyphen sind an dem sagenumwobenen, historischen Ort Wiichen Men's Meeting House unweit des Dorfes Peniesene östlich von Weno erhalten, wo sich ein Badebecken am Wiichen River befindet.

## Söhne und Töchter der Stadt
- Jack Howard (* 1981), Leichtathlet (Sprint)
- John Howard (* 1981), Leichtathlet (Sprint)
- Maria Ikelap (* 1987), Leichtathletin (Sprint)